# 奥尔特雷伊尔科莱
奥尔特雷伊尔科莱（義大利語：Oltre il Colle），是意大利贝加莫省的一个市镇。总面积89平方公里，人口1071人，人口密度12.0人/平方公里（2009年）。国家统计（ISTAT）代码为016146。